# Montréal vu par…
Pour plus de détails, voir Fiche technique et Distribution.
Montréal vu par... est un  film québécois produit en 1991. 
Le film est constitué de six courts récits de six réalisateurs canadiens autour du thème Montréal : Denys Arcand (Vue d’ailleurs), Michel Brault (La dernière partie), Atom Egoyan (En passant), Jacques Leduc (La toile du temps), Léa Pool (Rispondetemi) et Patricia Rozema (Desperanto).

## Synopsis
1. Desperanto (Patricia Rozema) - Utilisant un français sommaire, une jeune torontoise fait l’expérience de la vie nocturne à Montréal.
2. La Toile du temps (Jacques Leduc) - L’histoire d’une toile de Jacques Viger
3. La dernière partie (Michel Brault) - Après 40 ans de mariage, une femme essaie de dire à son mari, pendant une partie de hockey, son intention de divorcer.
4. En passant (Atom Egoyan) - À l’aéroport, un participant à une conférence est bloqué par une douanière.
5. Rispondetemi (Léa Pool) - À la suite d'un accident, alors qu’elle est conduite à l’hôpital en ambulance, une femme se remémore des moments de sa vie.
6. Vue d’ailleurs (Denys Arcand) - Une femme d’un certain âge, pendant une réception, se souvient du grand amour qu’elle a connu à Montréal.

## Fiche technique
- Réalisation : Denys Arcand, Michel Brault. Atom Egoyan, Jacques Leduc, Léa Pool, et Patricia Rozema
- Production : Doris Girard, Michel Houle, Yves Rivard, Denise Robert et Peter Sussman
- Scénario : Paule Baillargeon, Michel Brault et Atom Egoyan
- Photographie : Éric Cayla et Paul Sarossy
- Musique : Jean Corriveau, Michel F. Côté, Mychael Danna, Diane Labrosse, Yves Laferrière et Osvaldo Montes

## Distribution

### 1: Desperanto
- Robert Lepage
- Sheila McCarthy : Ann Stuart, femme de Toronto
- Alexandre Hausvater
- Charlotte Laurier

### 2: La toile du temps
- Jean-Louis Millette : Jacques Viger
- Normand Chouinard
- Monique Mercure : Moufette

### 3: La dernière partie
- Serge Savard : lui-même. Document d’archive des Canadiens de Montréal.
- Hélène Loiselle : Madeleine
- Jean Mathieu : Roger
- Henriette Weiler

### 4: En passant
- Arsinée Khanjian : l'agente des douanes
- Maury Chaykin
- Julie Saint-Pierre

### 5: Rispondetemi
- Anne Dorval
- Sylvie Legault
- Élise Guilbault
- Marcel Gauthier
- Karine Mercier

### 6: Vue d'ailleurs
- Paule Baillargeon : la femme du consul
- Rémy Girard
- Domini Blythe : vieille dame
- Raoul Trujillo

### À classer
- Denys Arcand : lui-même
- Philippe Ayoub : un français snob
- Michel Barrette
- John Gilbert
- Peter Kosaka : homme d’affaires japonais
- Janet Lo
- Costin Manu : le Roumain
- Geneviève Rioux : elle-même
- Guylaine St-Onge : la jeune fille
- Charles de Gaulle : sa voix. Document d’archive. Enregistrement du discours Vive le Québec libre

(Liste non exhaustive)